# Kiss Ernő (politikus, 1894–1984)
Kiss Ernő (Makó, 1894. november 8. – 1984. augusztus 2.) magyar politikus, országgyűlési képviselő.

## Életpályája
Szülei: Kiss György és Erdei Rozália voltak. Cipőfelsőrész-készítő végzettséget szerzett. 1911-től a munkásmozgalom résztvevője volt. 1912-ben belépett a Magyarországi Szociáldemokrata Pártba. 1914–1918 között az orosz fronton szolgált. 1918-ban beválasztották a pártszervezetbe. 1919. január 30-án fogadta a csendőröket, és rábeszélte őket a visszavonulásra. Makó kiürítését követően vöröskatonaként szolgált Bártfa, Salgótarján és Kassa környékén. A Szlovák Tanácsköztársaság kikiáltásának résztvevője volt. A Tanácsköztársaság bukását követően négy évre ítélték; 1924-ben szabadult. 1924-ben Szentesen és Csongrádon szakszervezeti munkával bízták meg. Ezt követően a szociáldemokrata párt tagja lett. Kunszentmártonba költözött, ahol feketelistás lett. 1927-ben visszatért Makóra. 1928–1945 között a makói képviselő-testület tagja volt. 1944-ben Ricsére küldték. 1944. augusztus 2-án szabadult. 1944-től polgári városparancsnok-helyettes lett. 1944-ben kizárták a kommunista pártból. 1944. december 17-én az Ideiglenes Nemzetgyűlés tagja lett. 1945. november 4-én a nemzetgyűlés tagja lett. 1944–1945 között a makói és a Csanád Megyei Nemzeti Bizottság tagja volt. 1945-től az újjáalakult makói képviselő-testület tagja volt. 1945–1948 között a Makó és vidéke című lap felelős szerkesztőjeként dolgozott. 1948-ban kizárták az SZDP-ből. 1955–1956 között a Vásárhelyi Szó szerkesztője volt. Az 1956-os forradalom- és szabadságharc résztvevője volt. 1956. október 29-én a Kossuth-szobor előtt beszédet tartott, majd egy nappal később a Makón megalakult nemzeti bizottság alelnöke lett.
Sírja a makói római katolikus temetőben található.

## Magánélete
1925-ben Szentesen házasságot kötött Nagy Máriával. Három gyermekük született.

## Díjai
- Felszabadulási Jubileumi Emlékérem (1970)[3]